# Wai Tukan
Wai Tukan is een bestuurslaag in het regentschap Flores Timur van de provincie Oost-Nusa Tenggara, Indonesië. Wai Tukan telt 707 inwoners (volkstelling 2010).